# Tycho Brahe (album)
Tycho Brahe è un album in studio del gruppo musicale francese Lightwave, pubblicato nel 1993. È un concept album ispirato all'omonimo astronomo cinquecentesco.
Frutto di una collaborazione con il violinista Jacques Deregnaucourt ed i compositori Hector Zazou e Paul Haslinger, l'album è il risultato di una commistione di musica colta, ambient, space music, e new age. Secondo quanto dichiarato da uno dei due membri dei Lightwave Wittman: 

## Tracce
Tutte le tracce sono state composte dai Lightwave.
1. Uraniborg – 16:59
2. Mapping the Sky – 4:53
3. Cathedral – 5:19
4. Fuga Stellarum – 4:34
5. Virtual Mechanics – 3:56
6. Poetics of the Sphere – 4:17
7. The Art of Clockmaskers – 3:54
8. Tycho on the Moon – 6:08
9. Apogee – 3:57
10. Hymn for the Guild of Astronomers – 3:36

## Formazione
- Christoph Harbonnier – sintetizzatore
- Christian Wittman – sintetizzatore
- Jacques Derégnaucourt – violino in Uraniborg, Cathedral e Apogée
- Paul Haslinger – sintetizzatore in Mapping The Sky, Cathedral, Tycho on the Moon e Apogee
- Serge Leroy – missaggio, registrazione
- MicroCosmos – illustrazioni, design
- Bob Olhsson – mastering
- Andreas Pfeiffer – illustrazioni, design
- Renaud Pion – clarinetto in Hymn for the Guild of Astronomers
- Hector Zazou – sintetizzatore in Hymn for the Guild of Astronomers